# Can Feliu (Saus, Camallera i Llampaies)
Can Feliu és una casa de Camallera, al municipi de Saus, Camallera i Llampaies (Alt Empordà) que forma part de l'Inventari del Patrimoni Arquitectònic de Catalunya. Està situada dins del nucli urbà de la població de Camallera, a la part de ponent del terme, amb la façana principal orientada a la plaça Feliu i el carrer dels Afores, al costat de l'església parroquial de Sant Bartomeu.

## Descripció
És un gran edifici aïllat de planta més o menys rectangular format per dos cossos adossats, amb un gran jardí posterior. El cos situat a ponent presenta la coberta de teula de dues vessants i està distribuït en planta baixa i pis, mentre que el sector de llevant és de planta baixa i dos pisos, amb la teulada de doble vessant també. L'edifici original es correspon amb el cos occidental i consta de dues crugies paral·leles a la façana principal. Presenta una galeria d'arcs de mig punt al nivell del pis, coberta amb teulada de dues vessants sostinguda per un embigat de fusta. Destaca el finestral obert al mur de ponent, d'arc conopial i decorat amb arabesc. En una de les impostes hi figura l'any 1526. Actualment, el finestral ha estat reconvertit en porta, donant així accés a la terrassa. Les obertures de la façana principal són rectangulars i estan emmarcades amb carreus ben escairats i amb les llindes planes. En canvi, les de la façana septentrional són rectangulars, amb la llinda sostinguda per impostes. Sembla que el ràfec de la teulada d'aquest sector era decorat amb motius pintats en vermell sobre fons blanc, tot i que actualment aquesta decoració ha estat emblanquinada. A l'interior, les estances de la planta baixa estan cobertes amb voltes de canó.
El cos situat a llevant presenta la coberta de dues aigües de teula, consta de tres crugies i està distribuït en planta baixa i dos pisos. Presenta una terrassa al nivell del primer pis, adossada per la banda est i datada a finals del segle xviii. La majoria d'obertures de l'edifici són rectangulars i estan emmarcades amb carreus ben desbastats de pedra i amb les llindes planes. De la façana principal destaca el portal d'accés a l'interior, d'arc rebaixat, i damunt seu, un gran finestral amb sortida a un balcó exempt, amb la llinda decorada amb l'escut de la casa. Es tracta d'un emblema ovalat, emmarcat per una branca de palmera i una altra d'olivera, amb la figura d'un personatge cavalcant un peix, i coronat per un casc ornat amb plomatges disposat de perfil. La part septentrional de l'edifici presenta, a la cantonada nord-oest, una torre de planta quadrada amb el coronament emmerletat, bastida entre els segles XVIII-XIX. En aquesta part del conjunt, integrada al mur de tanca que el delimita, destaca un gran portal d'arc rebaixat, coronat amb un frontó decorat. De l'interior d'aquesta part de l'edifici destaca la sala gran, coberta amb volta decorada amb llunetes i pintures murals del segle xix.
La construcció és bastida amb pedra desbastada de diverses mides, lligada amb abundant morter de calç.

## Història
El document més antic que menciona l'edifici és de l'any 1319 i pertany a l'arxiu particular de can Feliu. Es poden distingir dos moments de construcció clarament diferenciats: el sector de ponent, datat al segle xvi, i el de llevant del segle xviii. En el sector més modern, s'hi conserven pintures murals del segle xix.
A la tanca delimitadora de la finca es va col·locar una làpida commemorativa de la mort d'un dels paletes mentre la construïa. La inscripció diu així: "MORI... A MASO DE SUBIRANIGAS DIE 8 IANE ..88 FENT ESTA PARET". Es podria referir a l'any 1788.